# Seleção de São Cristóvão e Neves de Futebol
A Seleção de São Cristóvão e Neves de Futebol, ou Seleção São-Cristovense de Futebol representa São Cristóvão e Neves nas competições de futebol da FIFA.
Jamais participou de uma Copa do Mundo, mas conseguiu se classificar para uma Copa Ouro da CONCACAF pela primeira vez em 2023

## História
São Cristóvão e Neves disputou seu primeiro jogo oficial em agosto de 1938, contra Granada (na época, os dois países eram colônias do Reino Unido), que venceu por 4 a 2. A maior vitória dos Sugar Boyz foi um duplo 10 a 0, obtido sobre Monserrate, em abril de 1992, e Saint-Martin, em outubro de 2018. Já a maior goleada que sofreu foi um 8 a 0 para o México, em novembro de 2004.
Em novembro de 2015, realizou seus primeiros jogos contra seleções europeias, enfrentando Andorra (vitória por 1 a 0, gol de Devaughn Elliott) e Estônia (derrota por 3 a 0).

## Desempenho competitivo

### Copa do Mundo
| Copa do Mundo | Copa do Mundo      | Copa do Mundo      | Copa do Mundo      | Copa do Mundo      | Copa do Mundo      | Copa do Mundo      | Copa do Mundo      | Copa do Mundo      |                   | Eliminatórias     | Eliminatórias     | Eliminatórias     | Eliminatórias     | Eliminatórias     | Eliminatórias |
| Ano           | Fase               | Posição            | J                  | V                  | E                  | D                  | GP                 | GC                 | J                 | V                 | E                 | D                 | GP                | GC                |               |
| ------------- | ------------------ | ------------------ | ------------------ | ------------------ | ------------------ | ------------------ | ------------------ | ------------------ | ----------------- | ----------------- | ----------------- | ----------------- | ----------------- | ----------------- | ------------- |
| 1930          | Não se inscreveu   | Não se inscreveu   | Não se inscreveu   | Não se inscreveu   | Não se inscreveu   | Não se inscreveu   | Não se inscreveu   | Não se inscreveu   | Não se inscreveu  | Não se inscreveu  | Não se inscreveu  | Não se inscreveu  | Não se inscreveu  | Não se inscreveu  |               |
| 1934          | Não se inscreveu   | Não se inscreveu   | Não se inscreveu   | Não se inscreveu   | Não se inscreveu   | Não se inscreveu   | Não se inscreveu   | Não se inscreveu   | Não se inscreveu  | Não se inscreveu  | Não se inscreveu  | Não se inscreveu  | Não se inscreveu  | Não se inscreveu  |               |
| 1938          | Não se inscreveu   | Não se inscreveu   | Não se inscreveu   | Não se inscreveu   | Não se inscreveu   | Não se inscreveu   | Não se inscreveu   | Não se inscreveu   | Não se inscreveu  | Não se inscreveu  | Não se inscreveu  | Não se inscreveu  | Não se inscreveu  | Não se inscreveu  |               |
| 1950          | Não se inscreveu   | Não se inscreveu   | Não se inscreveu   | Não se inscreveu   | Não se inscreveu   | Não se inscreveu   | Não se inscreveu   | Não se inscreveu   | Não se inscreveu  | Não se inscreveu  | Não se inscreveu  | Não se inscreveu  | Não se inscreveu  | Não se inscreveu  |               |
| 1954          | Não se inscreveu   | Não se inscreveu   | Não se inscreveu   | Não se inscreveu   | Não se inscreveu   | Não se inscreveu   | Não se inscreveu   | Não se inscreveu   | Não se inscreveu  | Não se inscreveu  | Não se inscreveu  | Não se inscreveu  | Não se inscreveu  | Não se inscreveu  |               |
| 1958          | Não se inscreveu   | Não se inscreveu   | Não se inscreveu   | Não se inscreveu   | Não se inscreveu   | Não se inscreveu   | Não se inscreveu   | Não se inscreveu   | Não se inscreveu  | Não se inscreveu  | Não se inscreveu  | Não se inscreveu  | Não se inscreveu  | Não se inscreveu  |               |
| 1962          | Não se inscreveu   | Não se inscreveu   | Não se inscreveu   | Não se inscreveu   | Não se inscreveu   | Não se inscreveu   | Não se inscreveu   | Não se inscreveu   | Não se inscreveu  | Não se inscreveu  | Não se inscreveu  | Não se inscreveu  | Não se inscreveu  | Não se inscreveu  |               |
| 1966          | Não se inscreveu   | Não se inscreveu   | Não se inscreveu   | Não se inscreveu   | Não se inscreveu   | Não se inscreveu   | Não se inscreveu   | Não se inscreveu   | Não se inscreveu  | Não se inscreveu  | Não se inscreveu  | Não se inscreveu  | Não se inscreveu  | Não se inscreveu  |               |
| 1970          | Não se inscreveu   | Não se inscreveu   | Não se inscreveu   | Não se inscreveu   | Não se inscreveu   | Não se inscreveu   | Não se inscreveu   | Não se inscreveu   | Não se inscreveu  | Não se inscreveu  | Não se inscreveu  | Não se inscreveu  | Não se inscreveu  | Não se inscreveu  |               |
| 1974          | Não se inscreveu   | Não se inscreveu   | Não se inscreveu   | Não se inscreveu   | Não se inscreveu   | Não se inscreveu   | Não se inscreveu   | Não se inscreveu   | Não se inscreveu  | Não se inscreveu  | Não se inscreveu  | Não se inscreveu  | Não se inscreveu  | Não se inscreveu  |               |
| 1978          | Não se inscreveu   | Não se inscreveu   | Não se inscreveu   | Não se inscreveu   | Não se inscreveu   | Não se inscreveu   | Não se inscreveu   | Não se inscreveu   | Não se inscreveu  | Não se inscreveu  | Não se inscreveu  | Não se inscreveu  | Não se inscreveu  | Não se inscreveu  |               |
| 1982          | Não se inscreveu   | Não se inscreveu   | Não se inscreveu   | Não se inscreveu   | Não se inscreveu   | Não se inscreveu   | Não se inscreveu   | Não se inscreveu   | Não se inscreveu  | Não se inscreveu  | Não se inscreveu  | Não se inscreveu  | Não se inscreveu  | Não se inscreveu  |               |
| 1986          | Não se inscreveu   | Não se inscreveu   | Não se inscreveu   | Não se inscreveu   | Não se inscreveu   | Não se inscreveu   | Não se inscreveu   | Não se inscreveu   | Não se inscreveu  | Não se inscreveu  | Não se inscreveu  | Não se inscreveu  | Não se inscreveu  | Não se inscreveu  |               |
| 1990          | Não se inscreveu   | Não se inscreveu   | Não se inscreveu   | Não se inscreveu   | Não se inscreveu   | Não se inscreveu   | Não se inscreveu   | Não se inscreveu   | Não se inscreveu  | Não se inscreveu  | Não se inscreveu  | Não se inscreveu  | Não se inscreveu  | Não se inscreveu  |               |
| 1994          | Não se inscreveu   | Não se inscreveu   | Não se inscreveu   | Não se inscreveu   | Não se inscreveu   | Não se inscreveu   | Não se inscreveu   | Não se inscreveu   | Não se inscreveu  | Não se inscreveu  | Não se inscreveu  | Não se inscreveu  | Não se inscreveu  | Não se inscreveu  |               |
| 1998          | Não se classificou | Não se classificou | Não se classificou | Não se classificou | Não se classificou | Não se classificou | Não se classificou | Não se classificou | 4                 | 2                 | 2                 | 0                 | 8                 | 3                 |               |
| 2002          | Não se classificou | Não se classificou | Não se classificou | Não se classificou | Não se classificou | Não se classificou | Não se classificou | Não se classificou | 4                 | 2                 | 0                 | 2                 | 15                | 3                 |               |
| 2006          | Não se classificou | Não se classificou | Não se classificou | Não se classificou | Não se classificou | Não se classificou | Não se classificou | Não se classificou | 10                | 4                 | 0                 | 6                 | 18                | 26                |               |
| 2010          | Não se classificou | Não se classificou | Não se classificou | Não se classificou | Não se classificou | Não se classificou | Não se classificou | Não se classificou | 2                 | 0                 | 1                 | 1                 | 2                 | 4                 |               |
| 2014          | Não se classificou | Não se classificou | Não se classificou | Não se classificou | Não se classificou | Não se classificou | Não se classificou | Não se classificou | 6                 | 1                 | 4                 | 1                 | 6                 | 8                 |               |
| 2018          | Não se classificou | Não se classificou | Não se classificou | Não se classificou | Não se classificou | Não se classificou | Não se classificou | Não se classificou | 4                 | 2                 | 1                 | 1                 | 15                | 10                |               |
| 2022          | Não se classificou | Não se classificou | Não se classificou | Não se classificou | Não se classificou | Não se classificou | Não se classificou | Não se classificou | 6                 | 3                 | 0                 | 3                 | 8                 | 8                 |               |
| 2026          | A ser determinado  | A ser determinado  | A ser determinado  | A ser determinado  | A ser determinado  | A ser determinado  | A ser determinado  | A ser determinado  | A ser determinado | A ser determinado | A ser determinado | A ser determinado | A ser determinado | A ser determinado |               |
| Total         | –                  | 0/22               | –                  | –                  | –                  | –                  | –                  | –                  | 36                | 14                | 8                 | 14                | 72                | 62                |               |

### Copa Ouro da CONCACAF
| Copa Ouro     | Copa Ouro          | Copa Ouro          | Copa Ouro          | Copa Ouro          | Copa Ouro          | Copa Ouro          | Copa Ouro          | Copa Ouro          |
| Ano           | Fase               | Posição            | J                  | V                  | E                  | D                  | GP                 | GC                 |
| ------------- | ------------------ | ------------------ | ------------------ | ------------------ | ------------------ | ------------------ | ------------------ | ------------------ |
| 1991 até 2021 | Não se classificou | Não se classificou | Não se classificou | Não se classificou | Não se classificou | Não se classificou | Não se classificou | Não se classificou |
| 2023          | Grupos             | 16º                | 3                  | 0                  | 0                  | 3                  | 0                  | 14                 |
| Total         | Grupos             | 1/17               | 3                  | 0                  | 0                  | 3                  | 0                  | 14                 |

### Liga das Nações da CONCACAF
| Liga das Nações | Liga das Nações | Liga das Nações | Liga das Nações | Liga das Nações | Liga das Nações | Liga das Nações | Liga das Nações | Liga das Nações | Liga das Nações | Liga das Nações |
| Ano             | Divisão         | Grupo           | J               | V               | E               | D               | GP              | GC              | P/R             | Posição         |
| --------------- | --------------- | --------------- | --------------- | --------------- | --------------- | --------------- | --------------- | --------------- | --------------- | --------------- |
| 2019−20         | B               | A               | 6               | 1               | 2               | 3               | 8               | 8               |                 | 25º             |
| 2022−23         | C               | B               | 4               | 3               | 1               | 0               | 9               | 4               |                 | 32º             |
| Total           | Total           | Total           | 10              | 4               | 3               | 3               | 17              | 12              | 25°             | 25°             |

## Treinadores
| - Carlos Cavagnaro (1988) - Alistair Edwards (1996–1997) - Ces Podd (1999–2000) - Clinton Percival (2000–2001) - Elvis Browne (2002–2004) - Lenny Lake (2004) - Leonard Taylor (2006–2008) - Lester Morris (2008) | - Lenny Lake (2008–2010) - Clinton Percival (2010–2012) - Jeffrey Hazel (2012–2015) - Jacques Passy (2015–2019) - Earl Jones (2019) - Claudio Caimi (2019–2021) - Léo Neiva (2021) - Austin Huggins (2022–2024) - Francisco Molina (2024–) |